# Proasellus hurki
Proasellus hurki là một loài chân đều trong họ Asellidae. Loài này được Magneiz & Henry miêu tả khoa học năm 2001.